# Patah
Patah je poměrně málo známá a dlouhodobě nečinná sopka v jižní části indonéského ostrova Sumatra, asi 30 km jihovýchodně od stratovulkánu Dempo. Masiv sopky pokrývá hustá vegetace. Údaje o erupcích nejsou známy. Roku 1989 zde pilot jednoho nákladního letadla pozoroval aktivitu fumarol.